# Leucauge granulata
Leucauge granulata là một loài nhện trong họ Tetragnathidae.
Loài này thuộc chi Leucauge. Leucauge granulata được miêu tả năm 1842 bởi Walckenaer.